# 清真菜

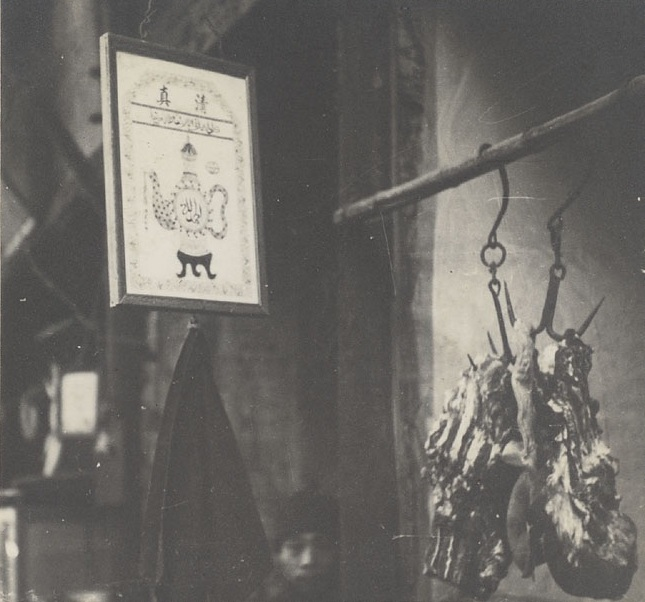
湖北漢口，1934-1935年摄：在回民族肉店外的店牌有「清真」一词，代表该店出售符合伊斯兰教規的食物的意思（“清真菜”）。

清真菜指的是清真膳食，由於清真一词一般是中国对穆斯林专属事物的称谓，因此清真菜一般也是对中国的穆斯林（或者涉及回族、维吾尔族、中國哈薩克族、柯尔克孜族、中国塔吉克族、乌兹别克族、塔塔尔族、东乡族、撒拉族、保安族等少数民族）饮食的称谓。
肉食以牛、羊肉為主，有的也食用駱駝肉，名菜如烤全羊、涮羊肉、它似蜜、抓饭、大盘鸡等。
甘肅、青海一帶的回族就以小麥、玉米、青稞、馬鈴薯為主食，而寧夏的回族就偏愛麵食，其他還有牛羊肉泡饃、葱爆羊肉、綠豆粉、牛肉米粉、饊子等都是回族喜愛的家常餐食，也算是清真菜的代表。

## 特点
- 屠宰牲畜和加工食物必须遵循伊斯兰教法。
- 忌食猪肉，亦忌食任何含有猪油及猪明胶等广义猪肉制品的食品。
- 禁止饮酒。虽然现时有人[谁？]认为规定已有所放松，但仍严格禁止酗酒。几乎所有的清真餐馆都不出售烈性酒，部分清真餐馆出售啤酒或允许非穆斯林顾客自带酒水。新疆的一些突厥語穆斯林，如维吾尔族和哈萨克族会饮酒，各地的维吾尔族餐厅一般也会提供啤酒；云南某些地区与其他民族杂居的回族穆斯林也会在餐馆中陈列自制酒水。

## 圖片

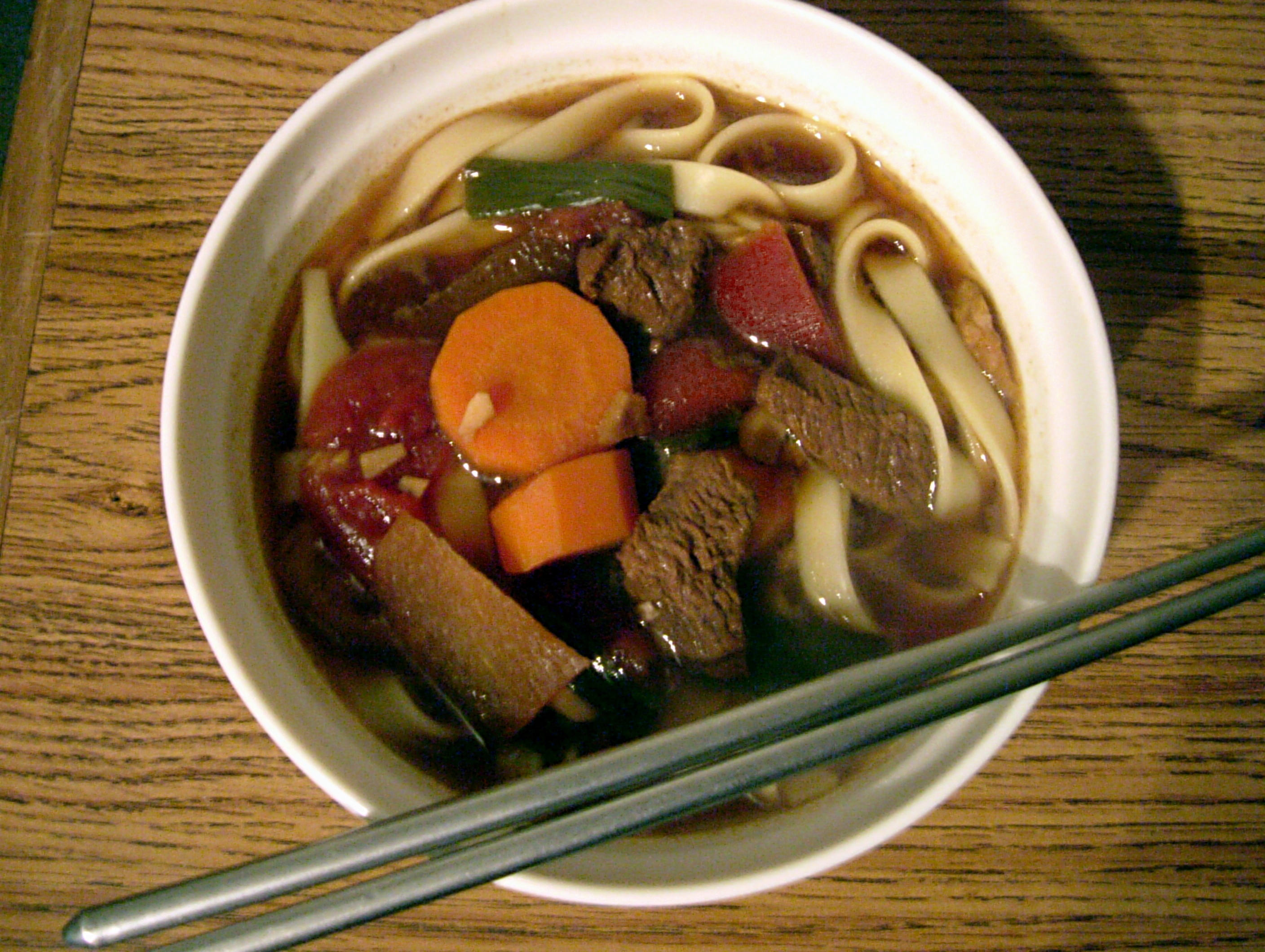
寬條牛肉麵
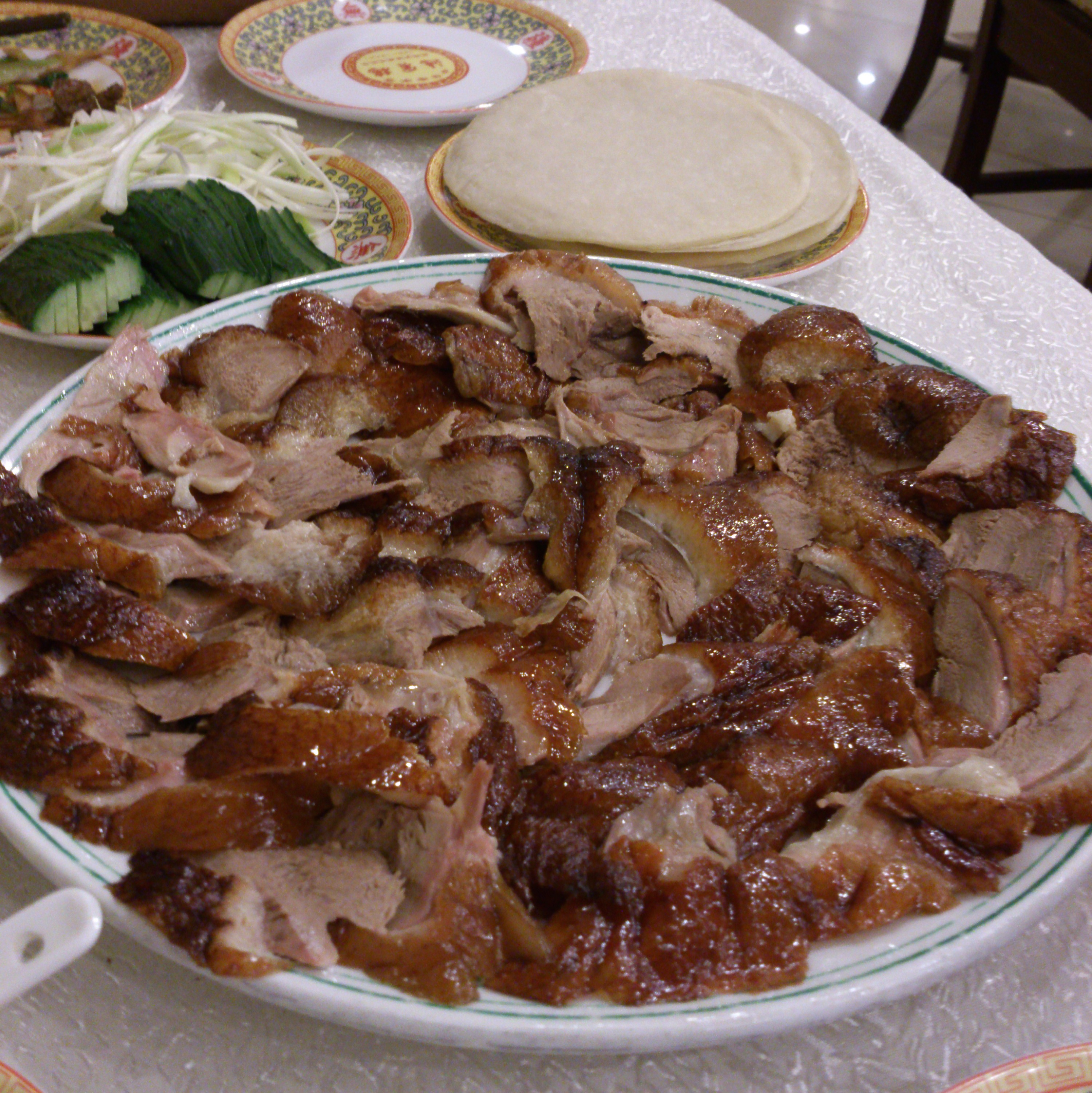
北京哈拉爾餐館的北京烤鸭
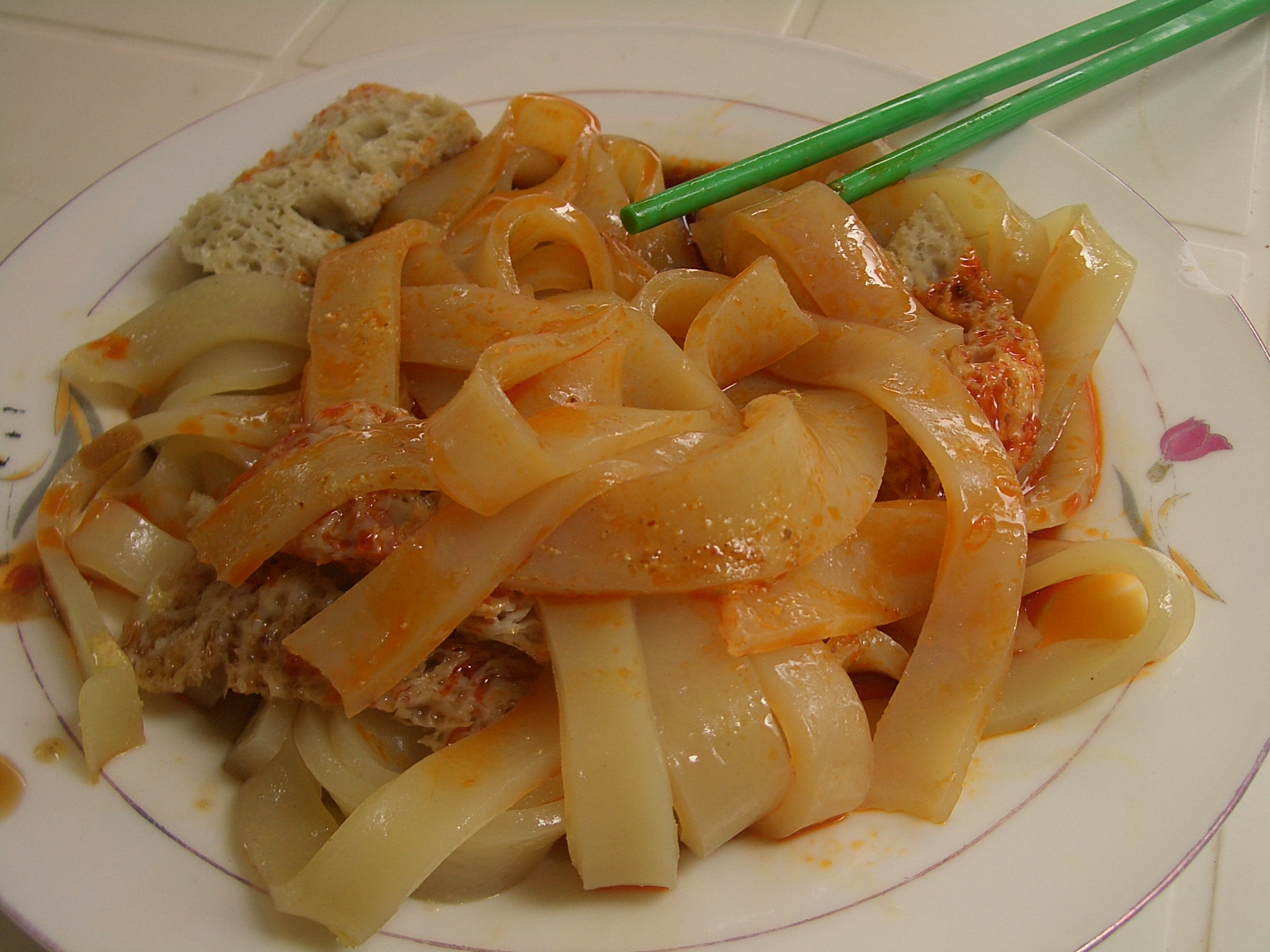
临夏市有名的麵加麵筋釀皮小菜